# Heinrich Ilgenfritz
Heinrich Ilgenfritz (* 16. April 1899 in Nürnberg; † 27. Mai 1969 in Kleinmachnow bei Berlin) war ein deutscher Maler, Formgestalter, Briefmarkenkünstler und Graphiker, speziell auch Kupferstecher.

## Leben
Ilgenfritz wuchs in sehr bescheidenen Verhältnissen auf. Das zeichnerische Talent entdeckte ein Schulinspektor, der ihm die Ausbildung bei einem Graveur anbahnte. So oft es ging, nutzte Ilgenfritz  in der Freizeit die Möglichkeiten des Offenen Zeichensaals in Nürnberg, um seine künstlerischen Anlagen weiterzuentwickeln.
Von Januar bis November 1918 war er Soldat. Als Meldereiter an der Westfront erlebte er die Grausamkeiten des Krieges.
1919–1921 besuchte er, gefördert durch ein städtisches Stipendium, die Kunstgewerbeschule Nürnberg. Nach Abschluss der Ausbildung zog es ihn in den Norden. Die Jahre 1922 bis 1927 verbrachte er als Graveur und Entwurfszeichner in Flensburg, Kiel und Bremen: er gestaltete Schmuck und Silberwaren. In dieser Zeit begann er zu malen. Im nahen Worpswede und Fischerhude kam es zu Begegnungen u. a. mit Heinrich Vogeler und Otto Modersohn, der ihn 1927 anregte, eine Studienreise nach Paris zu unternehmen. Dort entdeckte er für sich als künstlerisches Ausdrucksmittel den Kupferstich, die von ihm später bevorzugte graphische Technik, die damals von den „Peintres Graveurs“ in freien Arbeiten angewandt und weiterentwickelt wurde. Als einer seiner ersten Kupferstiche entstand „Mädchen im Wind“.
Es folgten die Meisterprüfung als Graveur für Kupfer- und Stahlstich (1929) in Kassel, das Examen als Werklehrer für Volks-, mittlere und höherer Schulen (1929) und ein Studium an der Staatlichen Kunstakademie Kassel (1928–1932), das mit der Auflösung der Akademie ein vorzeitiges Ende fand. Er beteiligte sich an Ausstellungen u. a. „Der zeitgenössische deutsche Kupferstich“ 1929 in Bautzen (Initiator Johannes Wüsten) und war mit Aquarellen auf der „Dezember-Ausstellung vom Künstlerbund Bremen e. V.“ 1929 vertreten. 1930 erhielt er den Albrecht-Dürer-Preis der Stadt Nürnberg.
Das Studium konnte er 1932 in Berlin an den Vereinten Staatsschulen für freie und angewandte Kunst u. a. bei Georg Walter Rössner fortsetzen. Dort wurde er Meisterschüler bei Hans Meid (bis 1935). 1932 wurde er auch in eine Kollegen-Ausstellung in der Galerie Gurlitt in Berlin einbezogen.
Er fand eine Anstellung als kartographischer Kupferstecher und Architekturstecher. Daneben arbeitete er als Buchgestalter und Illustrator und machte weitere gebrauchsgrafische Arbeiten, u. a. als Buchgestalter, Illustrator und Exlibris-Künstler. So erschien z. B. im Februar 1933 in der Zeitschrift „Der Querschnitt“ zu einem Essay von Herbert Eulenberg „Das Essen“ ein Kupferstich von Ilgenfritz. In der Zeit des Nationalsozialismus war Ilgenfritz Mitglied der Reichskammer der bildenden Künste. Er hatte nachweislich mindestens dreizehn Ausstellungen, darunter 1937 mit dem Kupferstich Am Brunnen die Große Deutsche Kunstausstellung in München. 1937 wurden in der Nazi-Aktion „Entartete Kunst“ aus der Städtischen Galerie Nürnberg sein Ölgemälde „Revolution“ beschlagnahmt und zerstört. Am Ende des Zweiten Weltkriegs wurde Ilgenfritz noch zum Volkssturm eingezogen und geriet in Gefangenschaft.
Nach kurzer Tätigkeit als Kunst- und Werklehrer an einem Berliner Gymnasium war Heinrich Ilgenfritz von 1947 bis 1952 Dozent an der Hochschule für bildende und angewandte Kunst in Berlin-Weißensee, 1952 wurde er Leiter der damaligen Fachschule für Angewandte Kunst (später Fachschule für Graphik, Druck und Werbung) in Berlin-Oberschöneweide, wo er Grafische Techniken lehrte. Von 1956 bis 1961 arbeitete er als Dozent an der Hochschule für Grafik und Buchkunst in Leipzig, wo die Ausbildung von Stechern für den Wertdruck in seinen Händen lag.
1963 zog er sich nach Kleinmachnow bei Berlin zurück. Krankheit schränkte ihn zunehmend in seinem Schaffen ein. Er starb 1969. Seine letzte Ruhestätte fand er auf dem Südwestkirchhof Stahnsdorf im Block Lietzensee, Feld 20, Wahlsstelle 119.

## Darstellung in der bildenden Kunst
- Hans Schulze: Bildnis Heinrich Ilgenfritz (Zeichnung; 1961, Kohle und Kreide, 64 × 48 cm)[5]

## Werke (Auswahl)
- Bilder: vereinzelt in Privatbesitz erhalten (u. a. „Blumen am Fenster“, 1923; „Frühlingsnacht“, 1924; „Kinder am Baum“, 1925; „Morgentoilette“, ca. 1926), aus öffentlichen Kunstsammlungen in den 30er Jahren verschwunden
- Kupferstiche: „Drei Frauen“ (1928), „Mütter“ (1929), „Kartoffelernte“ (1929), "Der Fischverkauf (1931, 16,6 × 19,6 cm; u. a. im Art Institute of Chicago)[6], „Motette“ (1934), „Reitende“ (1948), „Pferde“ (1949), „Wir heißen Euch hoffen“ (1949)
- Kleingraphik: u. a. viele Exlibris und Pour-féliciter-Grüße zum Jahreswechsel
- Radierungen: „Wohin?“ (1947), „Geschändet“ (1948), „Bahnsteig“ (1950)
- Lithographien: Zyklus „Die Hungerpeitsche“, 8 Steinzeichnungen (1928)
- Holzschnitte: „Heimweg“ (ca. 1930), „Heimkehrende Fischer“ (1934)
- Buchillustrationen: Mutter. Ein Buch der Liebe und des Dankes, Büchergilde Gutenberg 1933; Hans Fallada: Kleiner Mann – was nun?, Buchgemeinschaft Berlin ca. 1935; Stefan Andres: El Greco malt den Großinquisitor, 1936; Otto Pentzel: Buschkampf in Ostafrika, o. J.; Ernst Wiechert: Das heilige Jahr, 1936; John Masefield: Der goldenen Hahn, 1938; Ernst Wiechert: Der Kinderkreuzzug, 1938; Estrid Ott: Die Inselreise, 1939; Hans Aanrud: Kroppzeug, 1942; Claude Tillier: Mein Onkel Benjamin, 1946; Johann Peter Hebel: Schatzkästlein, 1947

Heinrich Ilgenfritz gestaltete auch Medaillen und Briefmarken. Die bedeutendste Briefmarkenserie ist die Serie „Berühmte Deutsche“ ab 1948 für die Deutsche Post (SBZ). Graphische Blätter sind in verschiedenen Öffentlichen Kunstsammlungen und Museen zu finden (u. a. in Berlin, Kassel, Leipzig, Görlitz, Wien), speziell Exlibris in Schloß Burgk/Saale, Mainz und Frederikshavn/DK. Seit Kindertagen beschäftigte ihn das Motiv Pferd, in unterschiedlichen Techniken wurde es zum Thema in vielen Arbeiten.
Sein Signet bis etwa 1930 ist ein Monogramm aus H + I in verschiedenen Formen, auch die Buchstabenfolge IL, ILGEN, später wählte er das tz.

## Publizistische Arbeiten
- Der Kupferstich. Kunstgeschichtlicher Überblick und Beschreibung der Technik. Verlag der Kunst, Dresden, 1958

- Neujahrsgrafik. In: Bildende Kunst, Berlin, 1963, 32–35

## Ausstellungen (unvollständig)

### Frühe Ausstellungen
1929 Dezemberausstellung Künstlerbund Bremen e.V. (Aquarelle)
1929 „Der zeitgenössische deutsche Kupferstich“, Bautzen
1931 „Der neue Stich in Kupfer, Holz und Stein“, Berlin
1935 „Third International Exhibition of Etching and Engraving“, Chicago

### Ausstellungsbeteiligungen in der Sowjetischen Besatzungszone und der DDR
- 1949: Berlin, Berliner Stadtkontor („Mensch und Arbeit“)
- 1951: Berlin, Museumsbau am Kupfergraben („Künstler schaffen für den Frieden“)
- 1956, 1959 und 1961: Leipzig, Bezirkskunstausstellungen
- 1962/1963: Dresden, Fünfte Deutsche Kunstausstellung
- 1965: Leipzig, Museum der Bildenden Künste („500 Jahre Kunst in Leipzig“)

### Postume Ausstellungen
- 1979: Altenburg/Thüringen, Lindenau-Museum („Radierung und Kupferstich im Bezirk Leipzig“)

- 1987: Leipzig, Museum der bildenden Künste („Leb und vergiss nicht. Graphik und Zeichnung von Künstlern der DDR zu russischer und sowjetischer Literatur“)

- 1995 „Druckgraphik“, Galerie im Rathaus Berlin-Treptow

- 1999 „Kupferstiche und Radierungen“, Galerie Hintersdorf, Berli

- 2000 „Kopperstik – grafiske arbejden“, Frederikshavn Kunstmuseum og Exlibrissamling

- 2003 „Arbeiten aus dem Nachlass“, Galerie Hintersdorf, Berlin

- 2007/08 „Unterm St(r)ich. Der Kupferstich in der Moderne“, Galerie Carlshorst, Berlin

- 2007/08 „Heinrich Ilgenfritz – Ein Meister des Kupferstichs. Arbeiten aus seinem Lebenswerk“, Sozio-kulturelles Zentrum Ratz-Fatz, Berlin

## Auskünfte und Literatur (Auswahl)
- H.H. Engelhardt: Vitalität der Markensprache. Auf Anhieb acht Entwürfe. In: Sammlerexpress. Heft 20, 1948, S. 308.
- Ilgenfritz, Heinrich. In: Hans Vollmer (Hrsg.): Allgemeines Lexikon der bildenden Künstler des XX. Jahrhunderts. Band 2: E–J. E. A. Seemann, Leipzig 1955, S. 546 (Textarchiv – Internet Archive – Leseprobe).
- K. K. Doberer: Heinrich Ilgenfritz und seine Briefmarkenentwürfe. In: Der Sammlerdienst. 1959, Heft 17
- Renate Wenger: Der Kupferstecher Heinrich Ilgenfritz. In: Bildende Kunst. 1962, Heft 12, S. 635–639
- Hans Schulze: Heinrich Ilgenfritz. In: Artisti dell’Exlibris. I, Como 1968, S. 173–184
- Hans Schulze: Heinrich Ilgenfritz. In: Exlibriskunst und Gebrauchsgraphik. Jahrbuch der Deutschen Exlibris-Gesellschaft. 1971
- Lexikon der Kunst in 7 Bänden. E. A. Seemann, Leipzig 1991 ff., Band III, S. 397
- Joachim Pohl: Heinrich Ilgenfritz 1899–1969. Acht Tiefdrucke. Edition Pohl, Berlin 1993
- Hartmut Pätzke: Heinrich Ilgenfritz. In: Mitteilungen der Deutschen Exlibrisgesellschaft. 1999-1, S. 3–5
- Maria Viktoria Schubert: Exlibris-Werkliste Heinrich Ilgenfritz. In: Mitteilungen der Deutschen Exlibrisgesellschaft. 1999-1, S. 6–8
- Hartmut Pätzke: Heinrich Ilgenfritz zum 100. Geburtstag. In: Heinrich Ilgenfritz 1899–1969. Kupferstiche und Radierungen. Katalog zur Ausstellung in der Galerie Hintersdorf. Berlin 1999, S. 4–5
- Maria-Viktoria Schubert: Heinrich Ilgenfritz 1899–1969. Kupferstiche und Radierungen. Katalog zur Ausstellung in der Galerie Hintersdorf. Berlin 1999
- Detlev Lorenz: Künstlerspuren in Berlin vom Barock bis heute. Berlin 2002, S. 24, 338
- Peter Hahn: Südwestkirchhof Stahnsdorf. Lexikon-Lesebuch-Parkführer. Badenweiler 2003, S. 141–142.
- Manfred Neureiter: Lexikon der Exlibriskünstler. Berlin 2009, S. 204.
- Ilgenfritz, Heinrich. In: Dietmar Eisold (Hrsg.): Lexikon Künstler in der DDR. Verlag Neues Leben, Berlin 2010, ISBN 978-3-355-01761-9, S. 391
- Ulla Heise: Ilgenfritz, Heinrich. In: Allgemeines Künstlerlexikon. Die Bildenden Künstler aller Zeiten und Völker (AKL). Band 76, De Gruyter, Berlin 2013, ISBN 978-3-11-023181-6, S. 203.

Den Nachlass pflegte zunächst Henriette Ilgenfritz bis 1995, seitdem betreuten ihn Tochter Maria-Viktoria Schubert und Sohn Ernst-Michael Ilgenfritz. Jetzt befindet sich der Nachlass in der Graphischen Sammlung der Museen der Stadt Nürnberg.